# بيرتراند كراسون
بيرتراند كراسون مواليد 5 أكتوبر 1971 في إقليم بروكسل العاصمة، هو لاعب كرة قدم بلجيكي دولي سابق كان يلعب كمدافع. اعتزل اللعب عام 2005 مع نادي بروكسل. سبق له أن لعب في كأس العالم لكرة القدم مع منتخب بلاده. بدأ مسيرته الرياضية عام 1989 مع أندرلخت. لعب خلال مسيرته 374 مباراة سجل خلالها 19 هدفاً.

## مسيرته الكروية
لعب بيرتراند كراسون خلال مسيرته الاحترافية مع 4 أندية في ستة عشر موسمًا وسجل خلالها 19 هدفًا ضمن 374 مباراة. حيث فاز في موسم واحد بالكأس وفي ستة مواسم بالدوري.
خاض بيرتراند كراسون مسيرته مع نادي رويال أندرلخت في موسم 1989–90 في المرة الأولى ليلعب معه سبعة مواسم ثم في موسم 1998–99 ليلعب معه خمسة مواسم، مشاركًا طوالها في 291 مباراة سجل خلالها 19 هدفًا. ثم انتقل إلى نادي نابولي في موسم 1996–97 ولمدة موسمين، حيث شارك في 44 مباراة ولم يسجل أي هدف. لينتقل بعدها إلى نادي ليرس في موسم 2003–04 لمدة موسم واحد، مشاركًا في 28 مباراة ولم يسجل أي هدف أيضًا. ثم انتقل إلى نادي بروكسل في موسم 2004–05 لمدة موسم واحد، مشاركًا في 11 مباراة ولم يسجل أي هدف أيضًا.

## روابط خارجية
- بيرتراند كراسون على موقع الاتحاد الدولي (مؤرشف)  (الإنجليزية)
- بيرتراند كراسون على موقع الاتحاد البلجيكي (الإنجليزية)
- بيرتراند كراسون على موقع قاعدة بيانات كرة القدم.إي يو (الإنجليزية)
- بيرتراند كراسون على موقع ناشيونال فوتبول تيمز (الإنجليزية)
- بيرتراند كراسون على موقع Soccerway.com (الإنجليزية)
- بيرتراند كراسون على موقع عالم كرة القدم.نت (الإنجليزية)